# Mystus ankutta
Mystus ankutta és una espècie de peix de la família dels bàgrids i de l'ordre dels siluriformes que es troba a Sri Lanka.